# Marmarth (Dakota del Norte)
Marmarth es una ciudad ubicada en el condado de Slope en el estado estadounidense de Dakota del Norte. En el censo de 2010 tenía una población de 136 habitantes y una densidad poblacional de 20,78 personas por km².

## Geografía
Marmarth se encuentra ubicada en las coordenadas 46°18′5″N 103°56′5″O / 46.30139, -103.93472. Según la Oficina del Censo de los Estados Unidos, Marmarth tiene una superficie total de 6.54 km², de la cual 6.48 km² corresponden a tierra firme y (0.95%) 0.06 km² es agua.

## Demografía
Según el censo de 2010, había 136 personas residiendo en Marmarth. La densidad de población era de 20,78 hab./km². De los 136 habitantes, Marmarth estaba compuesto por el 89.71% blancos, el 0% eran afroamericanos, el 9.56% eran amerindios, el 0% eran asiáticos, el 0% eran isleños del Pacífico, el 0% eran de otras razas y el 0.74% pertenecían a dos o más razas. Del total de la población el 8.09% eran hispanos o latinos de cualquier raza.